# Susanne Böwe

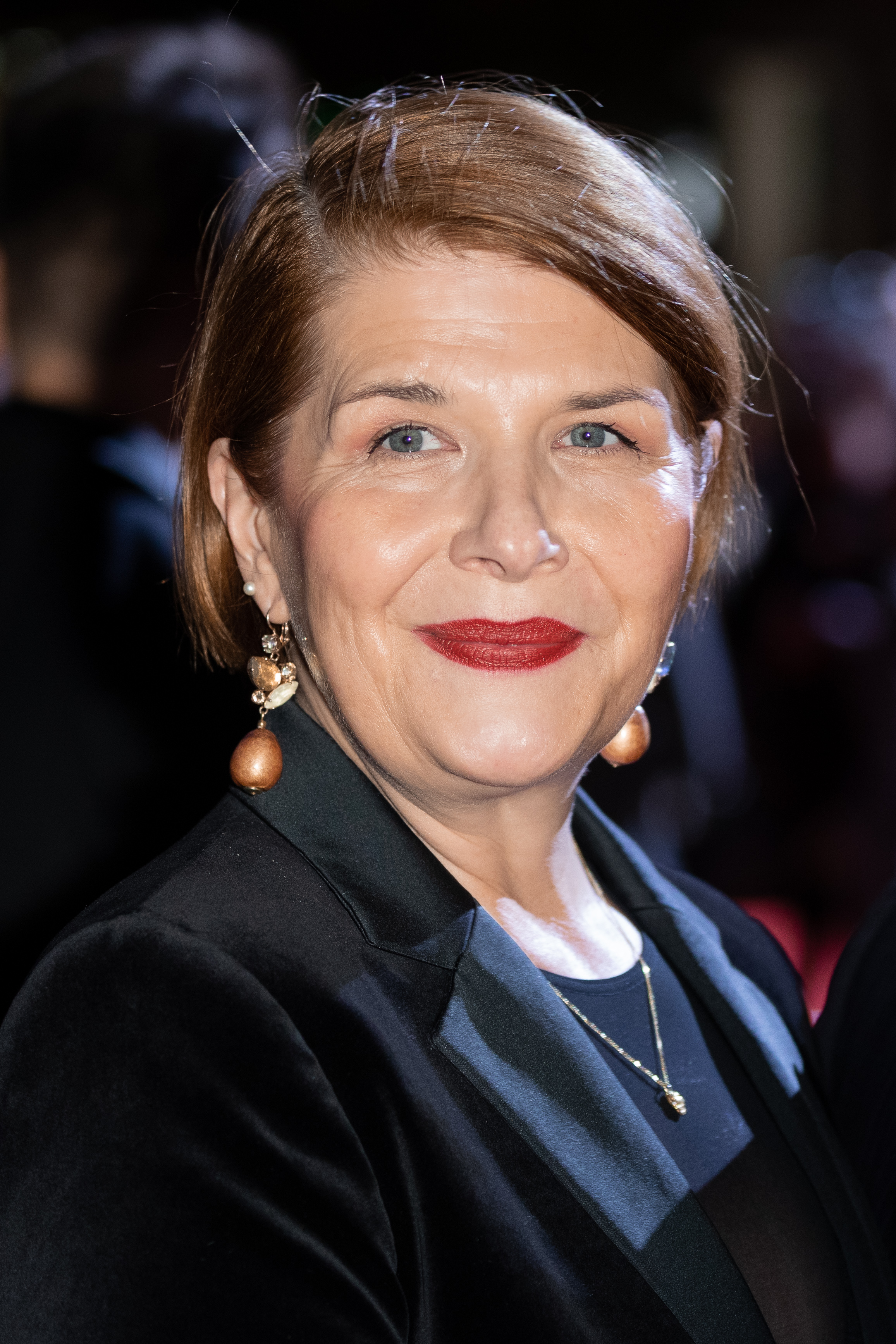
Susanne Böwe, 2019

Susanne Böwe (* 1964 in Lutherstadt Eisleben) ist eine deutsche Schauspielerin und Hörspielsprecherin.

## Leben
Susanne Böwe ist die Tochter des Schauspielers Kurt Böwe (1929–2000) und der Dramaturgin und Hörspielautorin Heidemarie Böwe (* 1941). Eines ihrer Geschwister ist die Schauspielerin und Opernsängerin Winnie Böwe (* 1973).
Von 1981 bis 1985 besuchte Böwe die Hochschule für Schauspielkunst „Ernst Busch“ Berlin. Stationen ihrer Bühnenlaufbahn waren das Staatsschauspiel Dresden, in Berlin das Schillertheater und das Maxim-Gorki-Theater und die Schauspiele in Leipzig und Frankfurt. Von 2013 bis 2016 war sie am Staatstheater Stuttgart engagiert. Seit 2016 arbeitet sie freischaffend.
In Dresden spielte Böwe das Gretchen in Wolfgang Engels dreiabendlicher Faustinszenierung, am Schillertheater die Prinzessin Eboli in Don Karlos unter der Regie von Leander Hausmann. Weiter spielte sie in anderen Klassikern wie dem Käthchen von Heilbronn, Der Prinz von Homburg, als Kriemhild in Friedrich Hebbels Nibelungen oder als Sittah in Nathan der Weise. Inszenierungen unter Böwes Mitwirkung waren außerdem in Leipzig Krieg und Frieden nach Leo Tolstoi in einer Koproduktion mit den Ruhrfestspielen Recklinghausen und in Stuttgart Onkel Wanja von Anton Tschechow, die 2013 bzw. 2014 zum Berliner Theatertreffen eingeladen wurden. Armin Petras’ Inszenierung von Heaven (zu Tristan), in der Böwe die Helga Königsforst spielte, wurde 2007 mit dem Friedrich-Luft-Preis ausgezeichnet.
Daneben arbeitet Susanne Böwe auch immer wieder für Film und Fernsehen. So stand sie 1988 in der DEFA-Verfilmung des Märchens Der Eisenhans vor der Kamera, ab den 1990er Jahren dann in bekannten Serien wie Im Namen des Gesetzes, Berlin, Berlin oder Großstadtrevier. Neben Rollen in Tatort- und Polizeiruf-110-Folgen war sie 2015 in dem für den Deutschen Drehbuchpreis nominierten Kinofilm Herbert zu sehen.
Sie ist mit dem Schauspieler Peter Kurth verheiratet und lebt in Berlin.

## Filmografie (Auswahl)
- 1988: Der Eisenhans
- 1989: Ein brauchbarer Mann
- 1991: Stein
- 1991: Trillertrine
- 1996: Polizeiruf 110: Der Pferdemörder
- 1998: Tatort: Ein Hauch von Hollywood
- 1998: Im Namen des Gesetzes – Kuckuckskind
- 2000: Das Alibi
- 2000: Zurück auf Los!
- 2001: Polizeiruf 110: Kurschatten
- 2002: Berlin, Berlin – Ich bin nicht nett
- 2002: Wie verliebt man seinen Vater?
- 2009: Großstadtrevier – Ungeschriebene Gesetze
- 2011: Tatort: Eine bessere Welt
- 2014: Mein Lover, sein Vater und ich!
- 2014: Inspektor Jury – Der Tote im Pub
- 2014: Heiter bis tödlich: Hauptstadtrevier – Der Lockvogel
- 2014: Ein Reihenhaus steht selten allein
- 2015: Herbert
- 2015: Blochin
- 2016: Einfach Rosa – Verliebt, verlobt, verboten
- 2016: Neues aus dem Reihenhaus
- 2016: Tatort: HAL
- 2018: SOKO Stuttgart – Letzter Vorhang
- 2018: Notruf Hafenkante – Zwischen Leben und Tod
- 2018: Chaos-Queens: Ehebrecher und andere Unschuldslämmer
- 2019: Charité
- 2019: Stenzels Bescherung
- 2020: Letzte Spur Berlin – Filippas Welt
- 2021: Polizeiruf 110: An der Saale hellem Strande
- 2022: Polizeiruf 110: Black Box
- 2022: WaPo Bodensee – Die Affäre
- 2022: Jenseits der Spree – Mutterliebe
- 2023: Der Staatsanwalt – Kontrollverlust
- 2023: SOKO Leipzig – Heilige Agnes
- 2023: SOKO Wismar – Erben braucht Sterben
- 2023: SOKO Potsdam – Ein Schlag zu viel
- 2024: Polizeiruf 110: Der Dicke liebt

## Hörspiele
- 1992: Die Andere und ich – Autor: Günter Eich – Regie: Peter Groeger
- 1996: Montezumas Krone – Autor und Regie: Rolf Schneider
- 2000: Inspektor Jury besucht alte Damen – Autorin: Martha Grimes – Regie: Hans Gerd Krogmann
- 2002: Der Mann ohne Gesicht – Autorin: Dorothy L. Sayers – Regie: Klaus Zippel
- 2002: Das Spukhaus im Merriman’s End – Autorin: Dorothy L. Sayers – Regie: Klaus Zippel
- 2002: House of God (1. und 4. Teil) – Autor: Samuel Shem – Regie: Norbert Schaeffer
- 2004: Trau keinem von der Erde – Autorin: Myra Çakan – Regie: Iris Drögekamp und Mark Ginzler
- 2009: Tauben im Gras – Autor: Wolfgang Koeppen – Regie: Leonhard Koppelmann